# Sengileevskij rajon
Il Sengileevskij rajon (in russo Сенгилеевский район?) è un rajon dell'Oblast' di Ul'janovsk, nella Russia europea; il suo capoluogo è Sengilej.